# عزت‌الله اردلان
عزت‌الله خان اردلان ملقب به عزالملک نماینده سنندج در دومین دوره مجلس شورای ملی و معاون دکتر مصدق در زمان تصدی وزارت مالیه بود.
عزت‌الله خان از خاندان اردلان سنندج بود. هنگامی که نماینده مجلس بود برای اینکه نمایندگان نتوانند مجلس را ترک کنند و به وزارت و دیگر جایگاه‌های دولتی برسند، به مجلس پیشنهاد داد که اگر نماینده ای استعفا دهد، تا پایان دوره نمایندگی نتواند به استخدام دولت درآید. اما این پیشنهاد مخالف اصل ۳۶ قانون اساسی و اصول آزادی طبیعی تشخیص داده و رد شد.
در سال ۱۲۹۶ خورشیدی همراه با آزادیخواهان مخالف انگلیس که از تهران مهاجرت کرده بودند، عزالملک در دولتی شرکت جست که به ریاست نظام‌السلطنه مافی در کرمانشاه تشکیل شد. او در این دولت خزانه دار بود. هنگامی که دکتر مصدق در دولت قوام‌السلطنه وزیر مالیه شد او را در چهاردهم آذر ۱۳۰۰ به عنوان معاون خود به مجلس معرفی کرد. با پایان کار کابینه قوام‌السلطنه در اواخر دی ۱۳۰۰ دکتر مصدق از وزارت مالیه کنار رفت و عزالملک تا ۲۷ خرداد ۱۳۰۱ این وزارتخانه را سرپرستی کرد.
عزالملک عضو حزب اجتماعیون عامیون (سوسیال دموکرات) و همچنین فراماسون و عضو لژ بیداری ایرانیان بود. پس از شهریور ۱۳۲۰ بر پایه دوستی با سلیمان‌میرزا اسکندری در جلسه تأسیس حزب توده شرکت کرد که در خانه سلیمان میرزا برگزار شد اما تا پایان جلسه نماند و پس از آن هم هیچوقت به حزب توده رفت و آمد نکرد.
از عزالملک اردلان کتاب خاطراتی بر جای مانده‌است.